# Borne milliaire de Pont-de-Labeaume
La borne milliaire de Pont-de-Labeaume est une borne milliaire de France.

## Description
Borne milliaire cylindrique haute de 186 cm. Elle est datée par son inscription de l'époque de Constantin entre le 25 juillet 306 et le 25 décembre 312.
Le texte latin est : 
Imp(eratori) Caes(ari) [Flav]io
Val(erio) Constan[t]ino
Pio no(bilissimo) Caesari, divi Cons[tanti]
<4> Aug(usti) filio,
bono rei
public(a)e
nato.
Traduction : « (Dédié) à l'imperator César Flavius Valerius Constantin, Pieux, très noble César, fils du divin Constance Auguste, né pour le bien commun.»

## Localisation
La borne est située sur la commune de Pont-de-Labeaume.

## Historique
La borne a été découverte en 1857 ou en 1859, dans le champ de M. Soboul, situé au bord de la rivière, au bord de la route impériale,.
La borne est classée au titre des monuments historiques en 1932.